# Império do Espírito Santo dos Altares

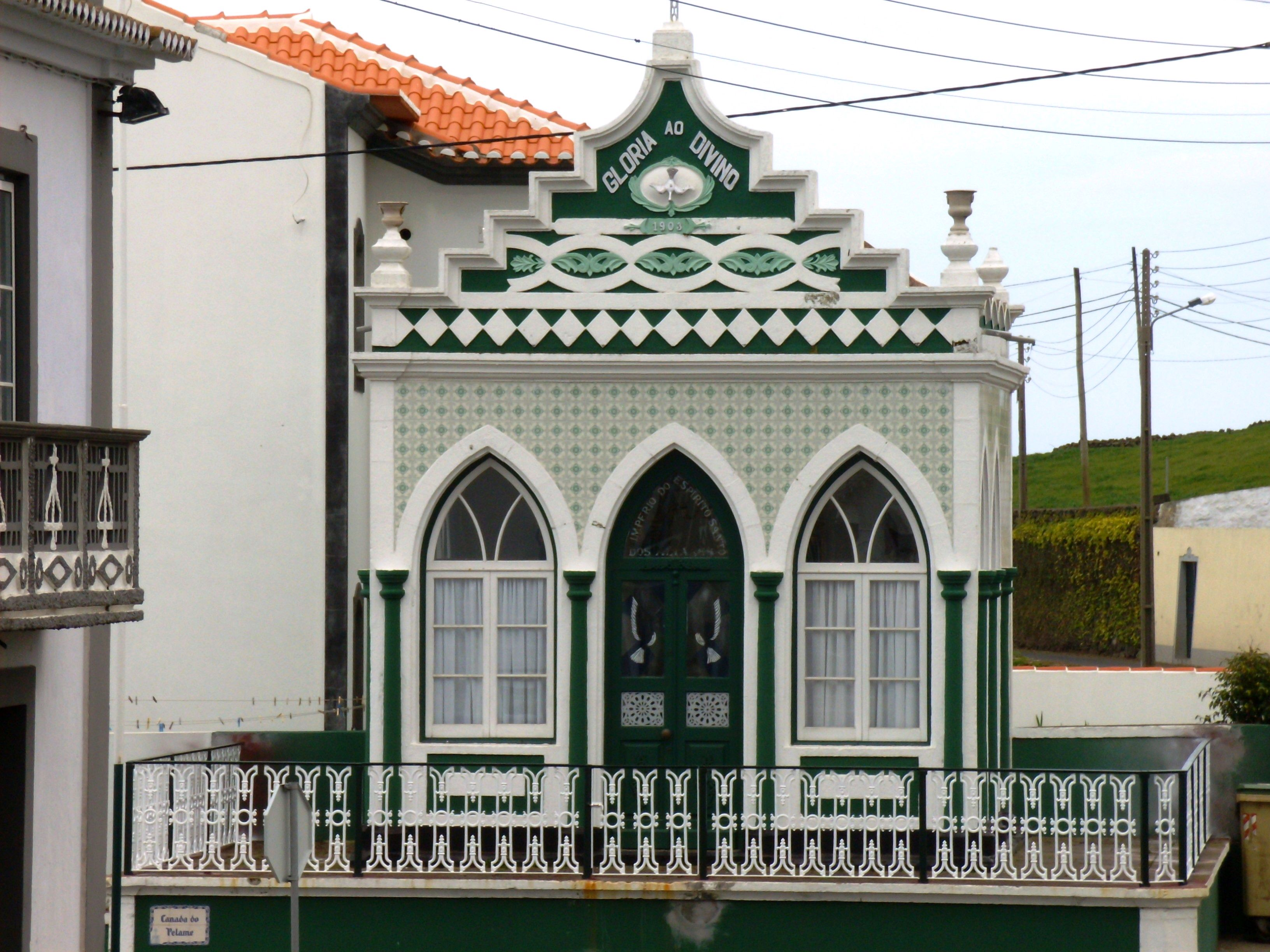
Império do Divino Espírito Santo dos Altares.

O Império do Espírito Santo dos Altares é um Império do Espírito Santo português que se localiza na freguesia açoriana de Altares, concelho de Angra do Heroísmo, ilha Terceira, arquipélago dos Açores.
Este Império do Espírito Santo tem a sua fundação no século XVI, tendo no entanto o o seu império do Espírito Santo sido construído no século XX, mais precisamente em 1903.
A dispensa, anexa ao edifício da Junta de Freguesia, foi inaugurado em 1960. Ao longo da década de 1960 a irmandade atravessou tempo conturbados, com a divisão entre terroristas e saiotes, e a consequente excomunhão dos seus membros mais proeminentes, a impedir que as coroações se fizessem na igreja, surgindo um novo conjunto de coroas que eram usada para esse fim.
A irmandade celebrava o bodo no Domingo de Pentecostes, ficando reservado aos saiotes o bodo do Domingo da Trindade. A rivalidade levou a que os bodos dos Altares fossem então dos mais abundantes e concorridos da ilha.